# Elisabeta Pavel
Elisabeta Pavel (n. 6 aprilie 1921, Girișu Negru, județul Bihor — d. 16 mai 1972, Timișoara) a fost o cunoscută interpretă de muzică populară din Bihor.

## Biografie
Elisabeta Pavel s-a născut la data de 6 aprilie 1921, în satul Girișu Negru, județul Bihor. La 19 ani s-a stabilit în București, după Dictatul de la Viena din 30 august 1940, ca menajeră.

### Cariera artistică
Artista a fost descoperită de către folcloristul Harry Brauner la București, când aceasta era chemată ca solistă la o nuntă, unde a remarcat-o și a invitat-o să facă înregistrări la  Arhiva de Folklore a Societății Compozitorilor Români.
Mai târziu artista a fost invitată și la Radio România București, unde a făcut mai multe înregistrări cu Orchestra Barbu Lăutarul și a înregistrat șlagăre ca: Tragănă, nană, tragănă; Mers-o badea la Tinca; Bună dimineața nană; Adă, Doamne trenu-n gară și altele.
În anul 1962 a devenit artistă a Orchestrei populare „Crișana”. Aici i-a avut colegi pe: Florica Ungur, Traian Hurgoi, Maria Haiduc, Vasile Iova și pe Elvira Lerințiu.
A cântat cu artiști ca: Ileana Constantinescu, Ana Pop-Corondan, Achim Nica, Felician Fărcașu, Lucreția Ciobanu, Ileana Sărăroiu, Ion Cristoreanu, Alexandru Grozuță, Emil Gavriș și mulți alții.
A decedat la data de 16 mai 1972 la Timișoara, fiind înmormântată în satul natal, Girișu Negru.
Căminul Cultural din satul Grișu Negru îi poartă numele în prezent.

## Aprecieri
„Elisabeta Pavel, era o solistă o exemplară modestie și calități interpretative excepționale.”—Ileana Constantinescu, Interpretă de muzică populară